# Буэ (Эна)
Буэ́ (фр. Boué) — коммуна во Франции, находится в регионе Пикардия. Департамент коммуны — Эна. Входит в состав кантона Гюиз. Округ коммуны — Вервен.
Код INSEE коммуны — 02103.

## Население
Население коммуны на 2010 год составляло 1265 человек.
| 1962 | 1968 | 1975 | 1982 | 1990 | 1999 | 2010 |
| ---- | ---- | ---- | ---- | ---- | ---- | ---- |
| 1372 | 1224 | 1493 | 1455 | 1369 | 1288 | 1265 |

## Экономика
В 2010 году среди 794 человек трудоспособного возраста (15—64 лет) 515 были экономически активными, 279 — неактивными (показатель активности — 64,9 %, в 1999 году было 68,0 %). Из 515 активных жителей работали 424 человека (242 мужчины и 182 женщины), безработных было 91 (32 мужчины и 59 женщин). Среди 279 неактивных 39 человек были учениками или студентами, 132 — пенсионерами, 108 были неактивными по другим причинам.